# Imperfecta
Imperfecta es el tercer álbum de estudio de la cantante española Ainhoa. Tras permanecer en el anonimato durante casi dos años, Ainhoa decide abrir en 2007 un blog donde semanalmente poder informar a sus seguidores sobre todo lo relativo a la producción y grabación de su tercer disco, su álbum más personal que gira en torno a un estilo pop-alternativo. Compuesto íntegramente letra y música por Ainhoa, y grabado entre Madrid, Barcelona y Londres, cuenta con la producción de Marc Parrot y músicos de la talla de Fernando Velásquez y Borja Barrueta. En diciembre la artista española firma con Universal Publishing, lanzándose el disco inicialmente en formato digital el 5 de febrero de 2008 (de forma gratuita a través de la web oficial de la vizcaína). Para promocionar Imperfecta, la ganadora de la segunda edición de Operación Triunfo lanzó mensualmente un sencillo gratuito desde su página web acompañado de su respectivo videoclip y sesión fotográfica. Gracias a que el álbum registró más de 30.000 descargas legales, Ainhoa decidió publicarlo en formato físico el 13 de abril de 2009, disponible su venta en tiendas FNAC y El Corte Inglés.

## Lista de canciones
| N.º | Título                 | Escritor(es)         | Duración |  |
| 1.  | «Suerte»               | Ainhoa Cantalapiedra | 2:59     |  |
| 2.  | «Crece»                | Ainhoa Cantalapiedra | 3:28     |  |
| 3.  | «Estás aquí»           | Ainhoa Cantalapiedra | 3:35     |  |
| 4.  | «Mi hogar»             | Ainhoa Cantalapiedra | 3:07     |  |
| 5.  | «Recuérdame»           | Ainhoa Cantalapiedra | 3:55     |  |
| 6.  | «Tu mejor animal»      | Ainhoa Cantalapiedra | 2:35     |  |
| 7.  | «No hay lugar para mí» | Ainhoa Cantalapiedra | 3:05     |  |
| 8.  | «Hasta el final»       | Ainhoa Cantalapiedra | 3:20     |  |
| 9.  | «Entre tanto»          | Ainhoa Cantalapiedra | 4:11     |  |
| 10. | «Las calles de Madrid» | Ainhoa Cantalapiedra | 3:14     |  |
| 11. | «My prisoner»          | Ainhoa Cantalapiedra | 3:47     |  |